# 北大阪急行電鉄9000形電車
北大阪急行電鉄9000形電車（きたおおさかきゅうこうでんてつ9000けいでんしゃ）は、北大阪急行電鉄の通勤形電車である。「ポールスター II（POLESTAR II）」の愛称がある。

## 概要
「お客様への静かなやすらぎ空間の提供とさらなる環境性能の向上」を開発コンセプトとして導入され、第1編成が2014年（平成26年）4月28日に営業運転を開始した。
本形式の導入は、一部の書籍において2023年（令和5年）度末開業予定で計画されている箕面萱野駅への路線延長に備えて車両の増備が必要となったためと記されていたが、第4編成までは本形式導入に合わせて8000形の未更新車が順次廃車となっている。

## 外観

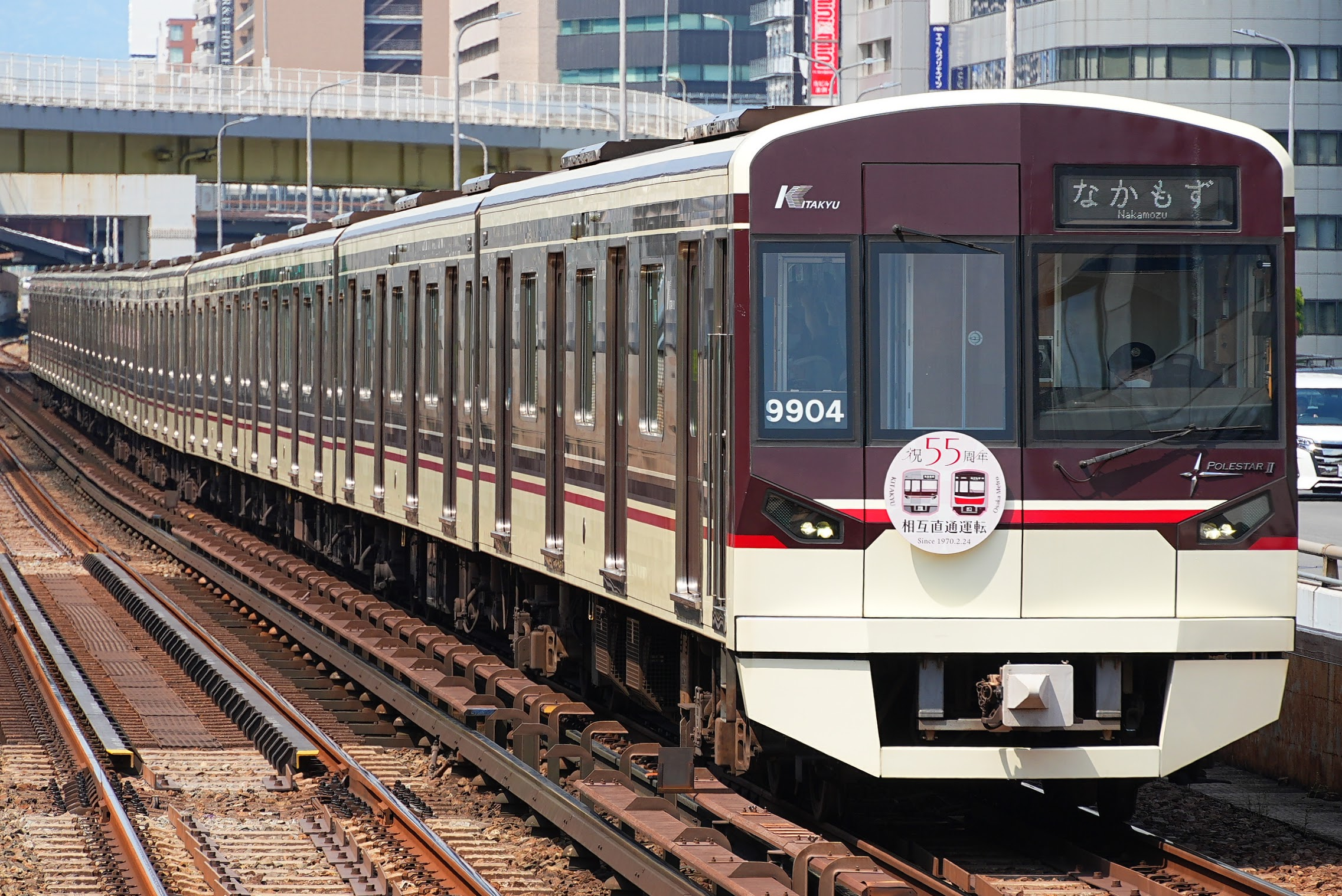
「竹林」をテーマにしたラッピング施された第4編成

2000形以来のステンレス車体が採用された。レーザー溶接工法の導入によって、外板と補強材が連続溶接可能となり、従来のスポット溶接より強度向上が図られた。車体は無塗装であるが、側窓下にマルーン・アイボリー・レッドの3色帯を配しており、前面窓下にも同様の帯が配されている。
前照灯にはLEDを搭載して長寿命化を図っており、前照灯の位置を8000形よりも上部に設置することで、従来よりも照射距離が伸びている。
行先表示器は前面・側面ともに512色が表示可能なセレクトカラーLEDを搭載している。ただし、直通先のOsaka Metro御堂筋線30000系・21系更新車で行っている側面の号車表示は省略されている。なお、2024年（令和6年）1月から側面表示が8000形更新車と同様、日本語と英語（駅ナンバリングとの2段表示）の交互表示に更新されている。
3次車はデザインが大幅に変更され、車体全般にラッピングが施されたものとなった。外観は、緑地公園駅以北の沿線風景として馴染みがある「竹林」をテーマとし、色彩は沿線の文化的なイメージを重視し、側面上部に「菊炭色」、側面窓周りには濃いマルーン系の地色に竹柄のグラフィックとグラデーションをアレンジしており、車体上下はアイボリーで覆われている。また、先頭部はマルーンの面積が大幅に拡大されている。
2025年（令和7年）以降、「竹林」のラッピングを施した9003Fの外装を9001F・9002Fと同様のデザインに変更すると北大阪急行電鉄が発表した。また、9004Fも9001F・9002Fと同様のデザインに変更する予定である。

## 車内

### 内装
車内は8000形と同様にロングシートが採用され、木目調の化粧板やゴールデンオリーブ色のシートも踏襲されている。従来の車内照明には通勤車両として初めて調色・調光可能なLED照明を導入し、季節や時間帯によるシチュエーションに応じたやすらぎ空間を演出する。8000形からの改良点として、座席の仕切り板の大型化と縦握り棒（スタンションポール）の増設、側扉への開閉予告ランプの設置、ドアチャイムの自動化、車椅子スペースの大型化が行われている。第3編成からは混雑対策として座席幅を狭くし、その関係で座席中央の握り棒は廃止されたが、代わりに荷棚の先端をつかみやすい形状とするなど、設備が一部変更された。また、第3編成からドアの窓は複層ガラスとなり、押さえ金具の形状などが第2編成以前と若干異なっている。
車両間の貫通扉には自動扉を採用しているが、8000形とは異なり扉の外側にある押ボタンを押すことで扉が開く仕組みとなっている。
8000形8006FにはLED式車内案内表示装置が千鳥配列で搭載されているが、9000形では各ドア上部にLCD型車内案内表示装置を搭載しており、15インチのLCD2画面と横長19.2インチのLCD1画面（いずれもコイト電工の「パッとビジョン」）を交互に配置することで全てのドア上に車内案内表示装置を設けている。15インチのLCDは、IPコア「Sesamicro（セサミクロ）」を採用した大阪メトロ30000系とは異なり、横長19.2インチLCDに準じた表示内容となっている。
空調装置は薄型の集約分散式（セミ集中式）で、1台あたり25.58 kW≒22,000 kcal/h容量の機器を各車2台搭載しており、1車両あたりでは51.16 kW≒44,000 kcal/hとして能力向上を図った。

### 運転台
本形式では親会社の阪急電鉄と同様、T字ワンハンドルマスコンが採用された。T字ワンハンドルマスコンは御堂筋線を走行する車両においても、順次採用されている。
速度計は8000形の大型7セグメントディスプレイから、一般的な指針式速度計となった。
従来個別に設置していた機器モニタリングシステムと運行情報記録システムを車両モニタ装置として1つに統合することで、機器のスリム化を図った。

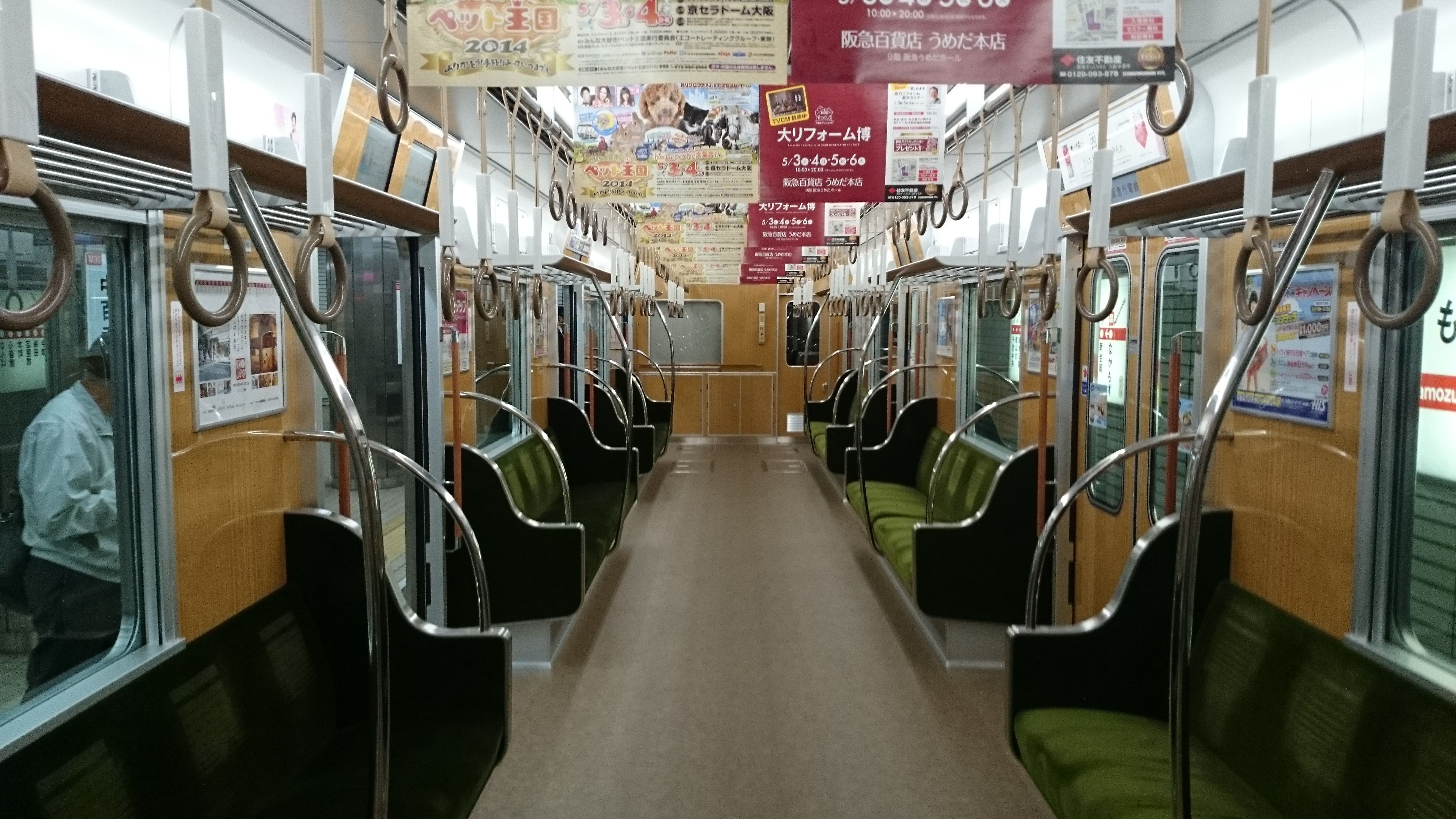
1・2次車の車内
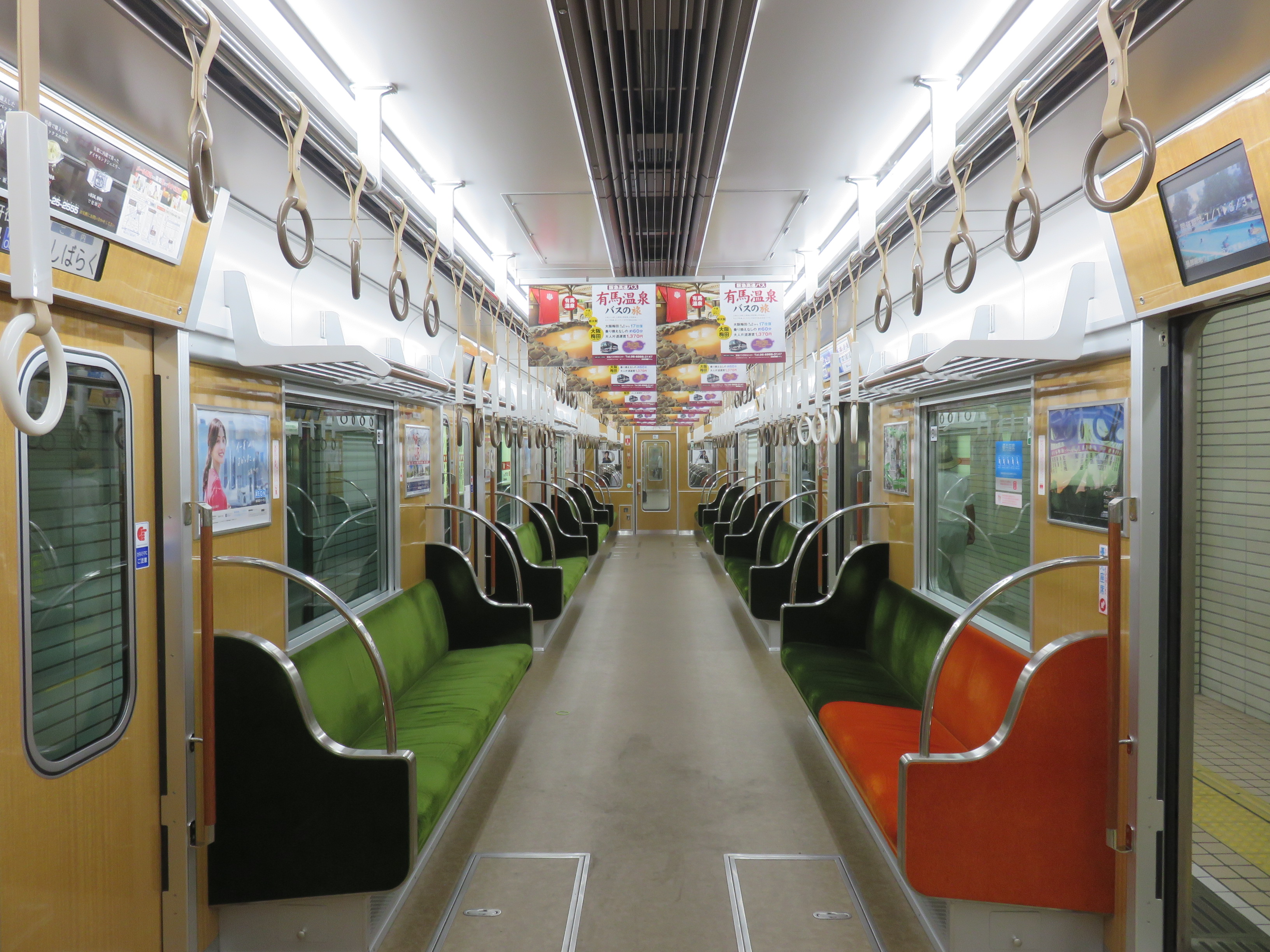
3次車の車内 シート中央のスタンションポール（縦手すり）、つり革が削減されている。扉と座席の袖仕切りの間隔も開いている。
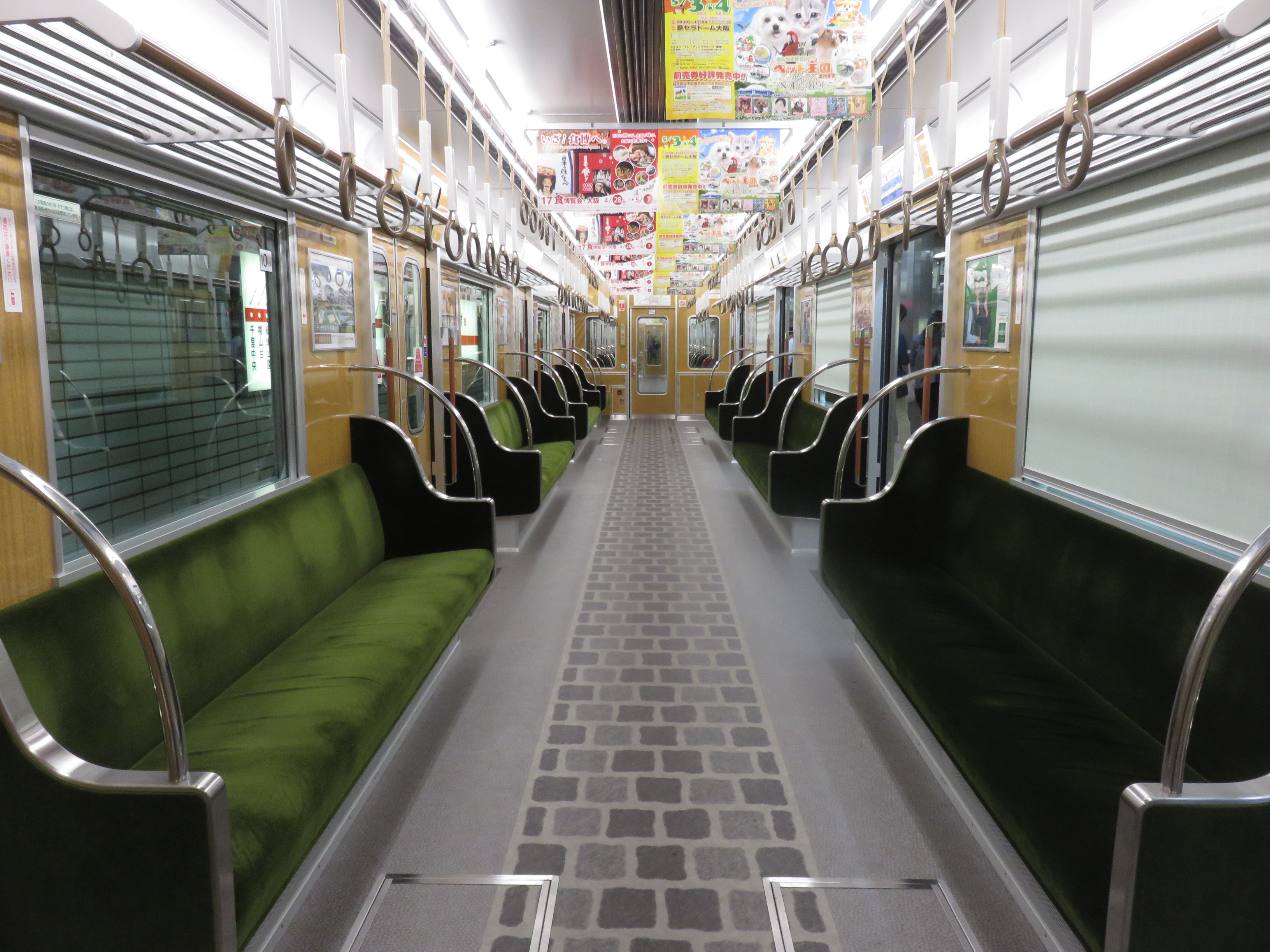
4次車の車内 床材が石畳柄のものに変更されている。
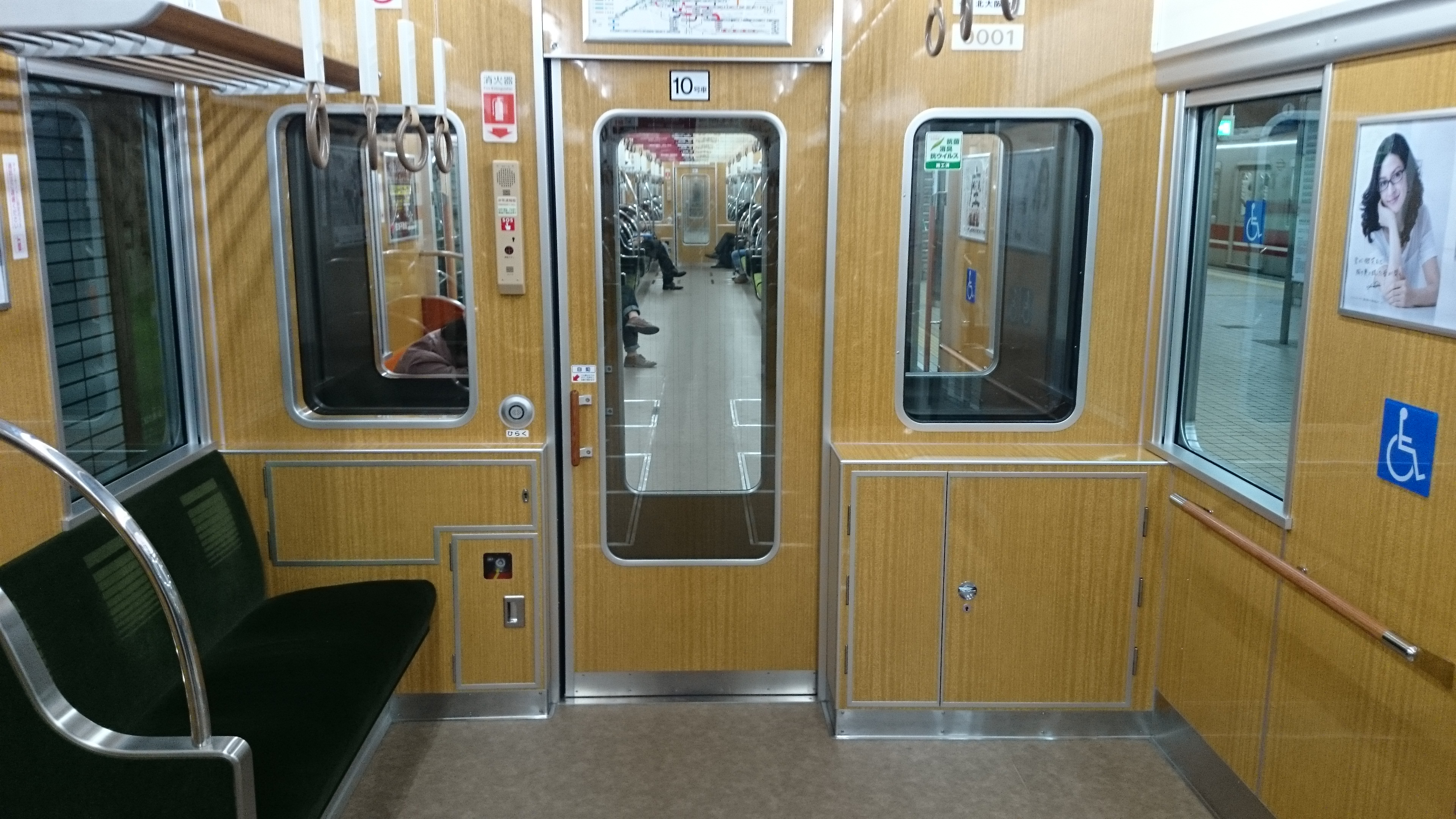
連結部分。ドアのスイッチは取っ手の隣の丸になっている部分
2画面の車内案内表示装置「パッとビジョン」（15型）
横長の車内案内表示装置「パッとビジョン」（19.2型）
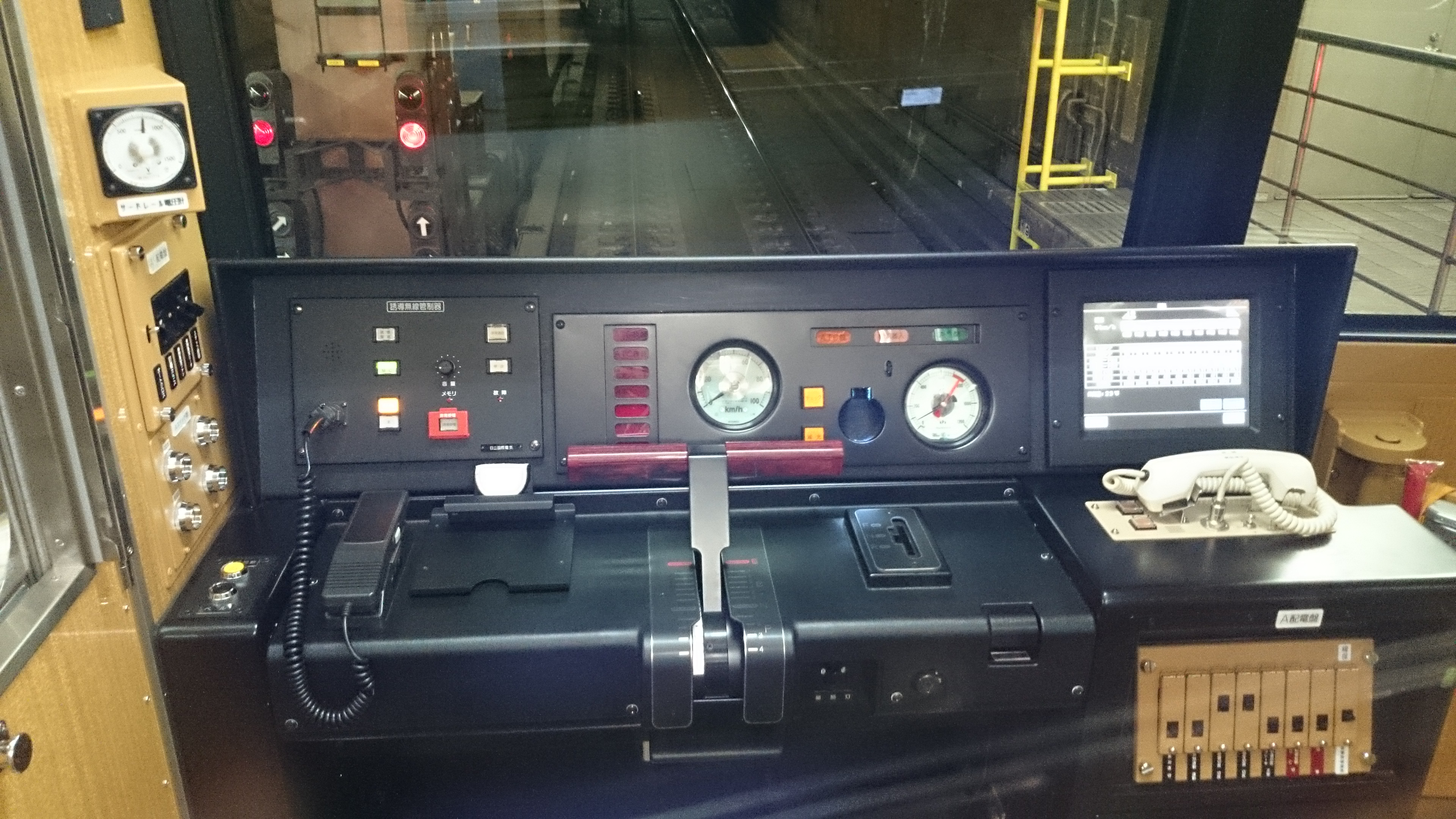
運転台

## 機器
主回路機器は東芝→東芝インフラシステムズ（2017年〈平成29年〉7月1日から東芝の鉄道事業を含む社会インフラ事業は、東芝インフラシステムズに分社化された）が担当している。
制御装置は主回路に2レベルのIGBT素子VVVFインバータ制御を採用し、保守性の向上を図っている。主電動機には定格出力170 kWの永久磁石同期電動機（PMSM）を使用しており、定格効率は一般的なかご形三相誘導電動機（IM）の約91％からPMSMでは97％まで向上させている。
電動機制御はPMSMを採用したことにより、モーターの回転子の回転に同期した制御が必要となるため、インバータ1基で1基の主電動機を制御する1軸個別制御方式の1C1M制御を1群とし、インバータ装置は2群分の制御回路を1台のインバータユニットに集約した「2in1形」インバータ装置を採用することで装置の小形化を実現している。
台車は新日鉄住金→日本製鉄製のモノリンク式ボルスタレス台車 SS178M（動力）・SS178（付随）である。基礎ブレーキはユニット式の片押し式踏面ブレーキ（ユニットブレーキ）を使用している。
起動加速度は8000形より落とされ、2.8 km/h/sだが、定加速度領域を上げているため、8000形とほぼ同等の所要時分での運転が可能である。また、8000形と異なり、設計最高速度は95 km/hになっている。

## 運用
2024年（令和6年）4月1日現在、10両編成×7本の70両が在籍し、北大阪急行電鉄南北線および相互乗り入れ先の大阪市高速電気軌道（Osaka Metro）御堂筋線江坂駅 - 中百舌鳥駅間で運用されている。
2020年（令和2年）2月24日には、北大阪急行開業50周年を記念して9001Fがラッピングされ同日から運行開始した。両先頭車両には50周年を迎えた1970年大阪万博当時の写真や、北急公式キャラクターの「北鳩家族」が描かれ、同年9月30日まで運行された。
2023年（令和5年）度末に箕面萱野駅 - 千里中央駅間の延伸開業に伴い、3編成が増備された。なお、これらの増備車には箕面市のラッピングが施され、2023年（令和5年）8月1日より9005Fのみ営業運転が開始された。
9005Fは箕面市のPRキャラクター「滝ノ道ゆずる」と「モミジーヌ」とあしらったデザインであり、愛称は「ゆずるとモミジーヌ仲良しトレイン号」であったが、2025年（令和7年）3月24日より、「北急タイムトリッププロジェクト」の第5弾として、「万博ラッピング列車」となった。9005号車（10号車、箕面萱野方先頭車両）には、1970年大阪万博当時運用されていた2000形のデザインを基調に、万博会場の写真や、1970年代のファッションを身にまとった「北鳩家族」などが描かれている。9905号車（1号車、なかもず方先頭車両）には、2025年大阪・関西万博のイメージキャラクター「ミャクミャク」などが描かれている。
9006F・9007Fは、明治の森箕面国定公園や日本の滝百選に選ばれた箕面大滝などの紅葉、箕面の美しい四季の移ろいを鮮やかなグラデーションで表したデザインであり、愛称は「箕面四季彩もみじ号」。

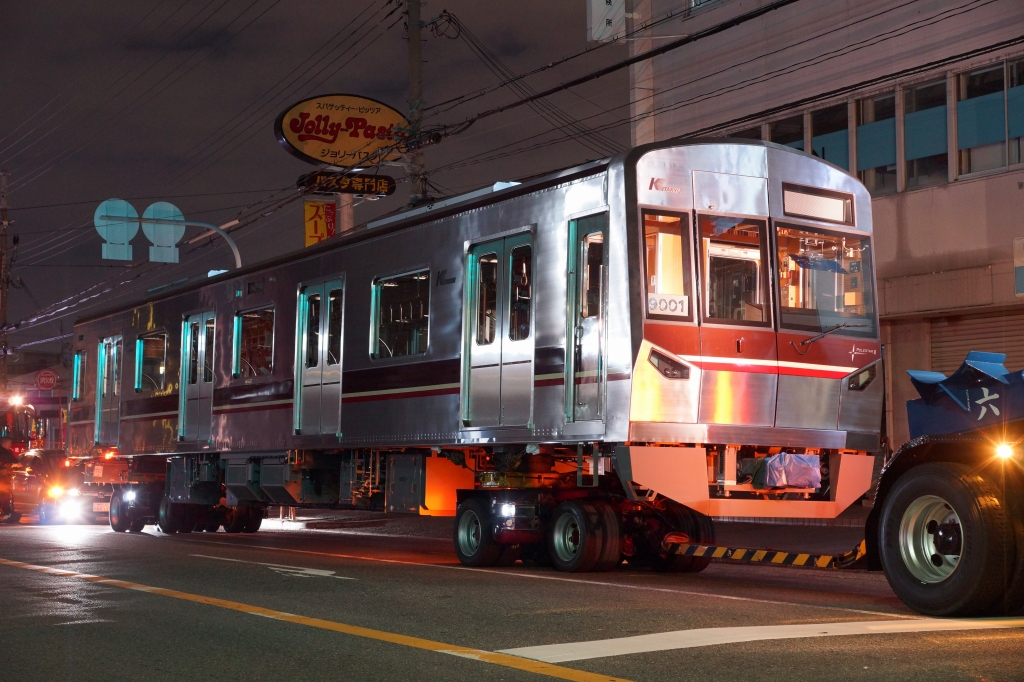
トレーラー牽引による輸送時の様子
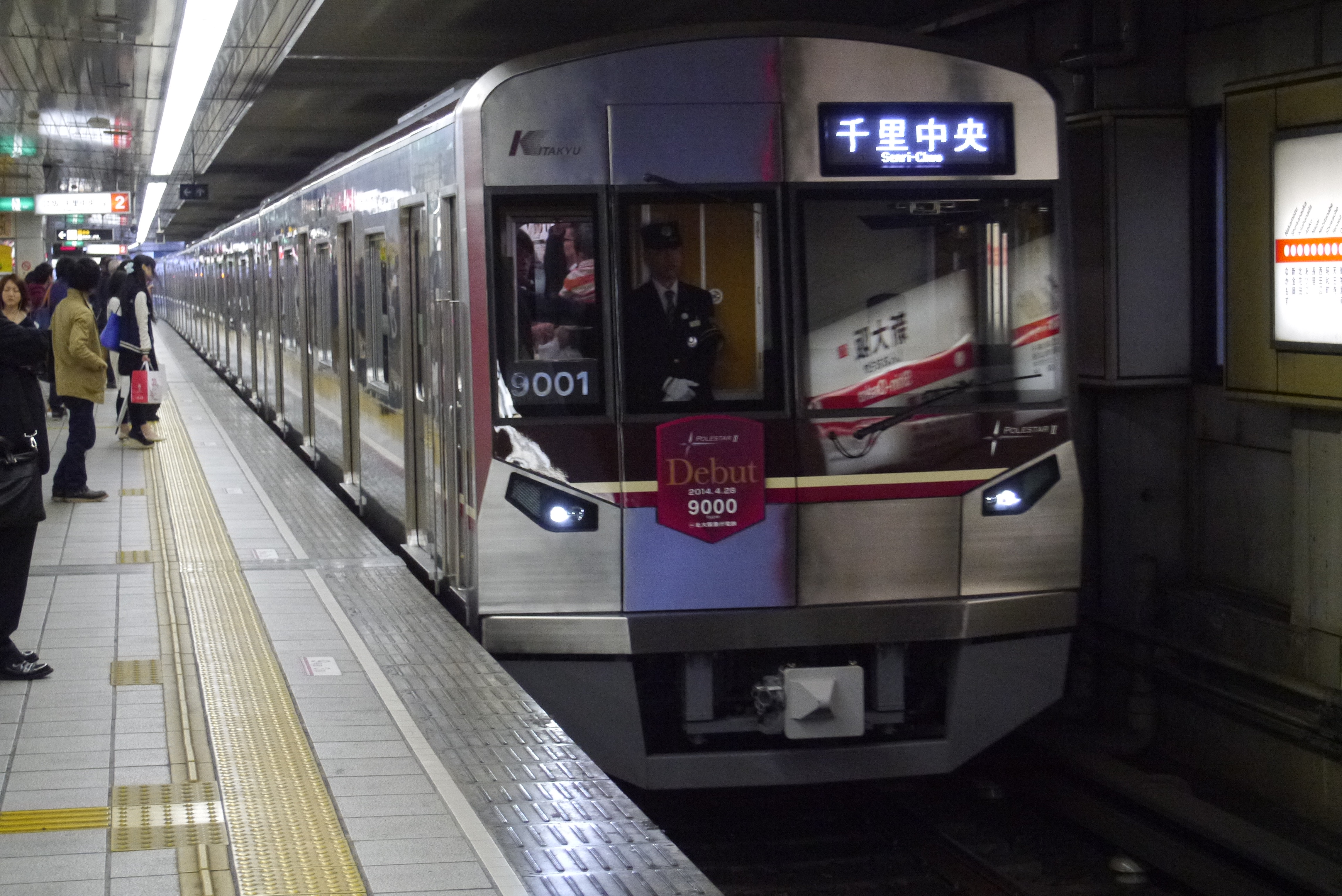
営業運転初日の様子 （2014年4月28日、新大阪駅）
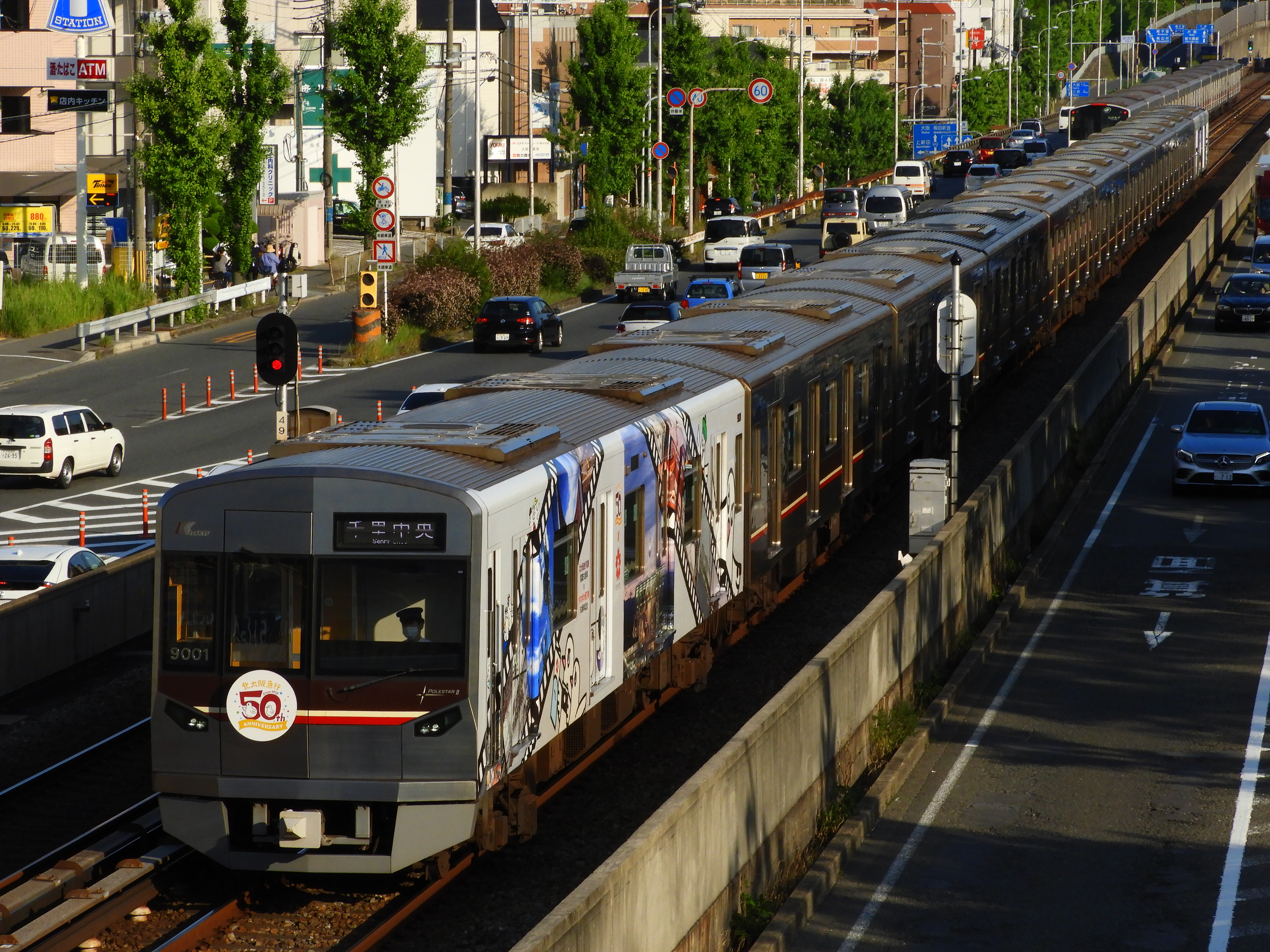
9001F（北大阪急行50周年記念ラッピング）
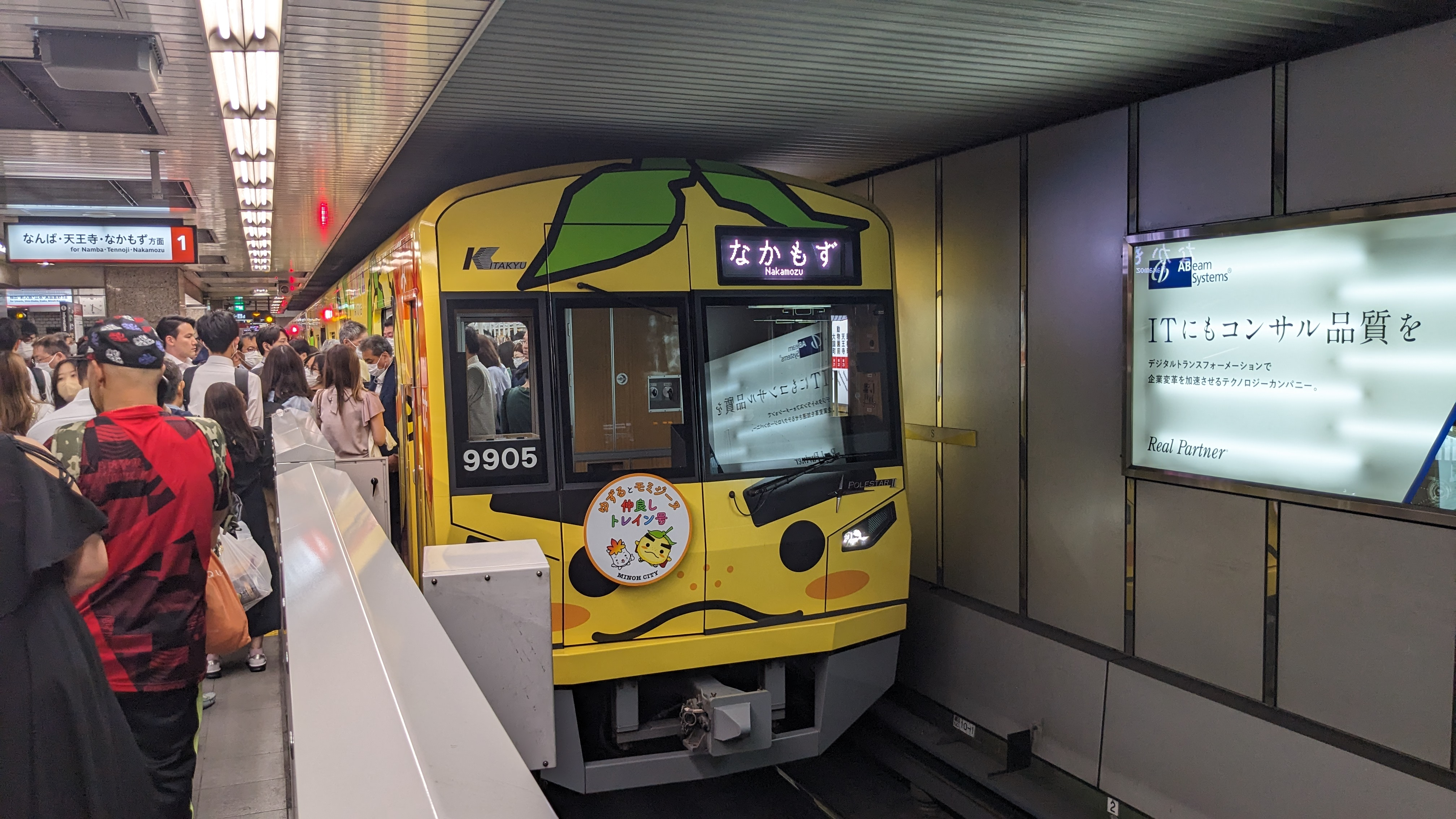
9005F「ゆずるとモミジーヌ仲良しトレイン号」
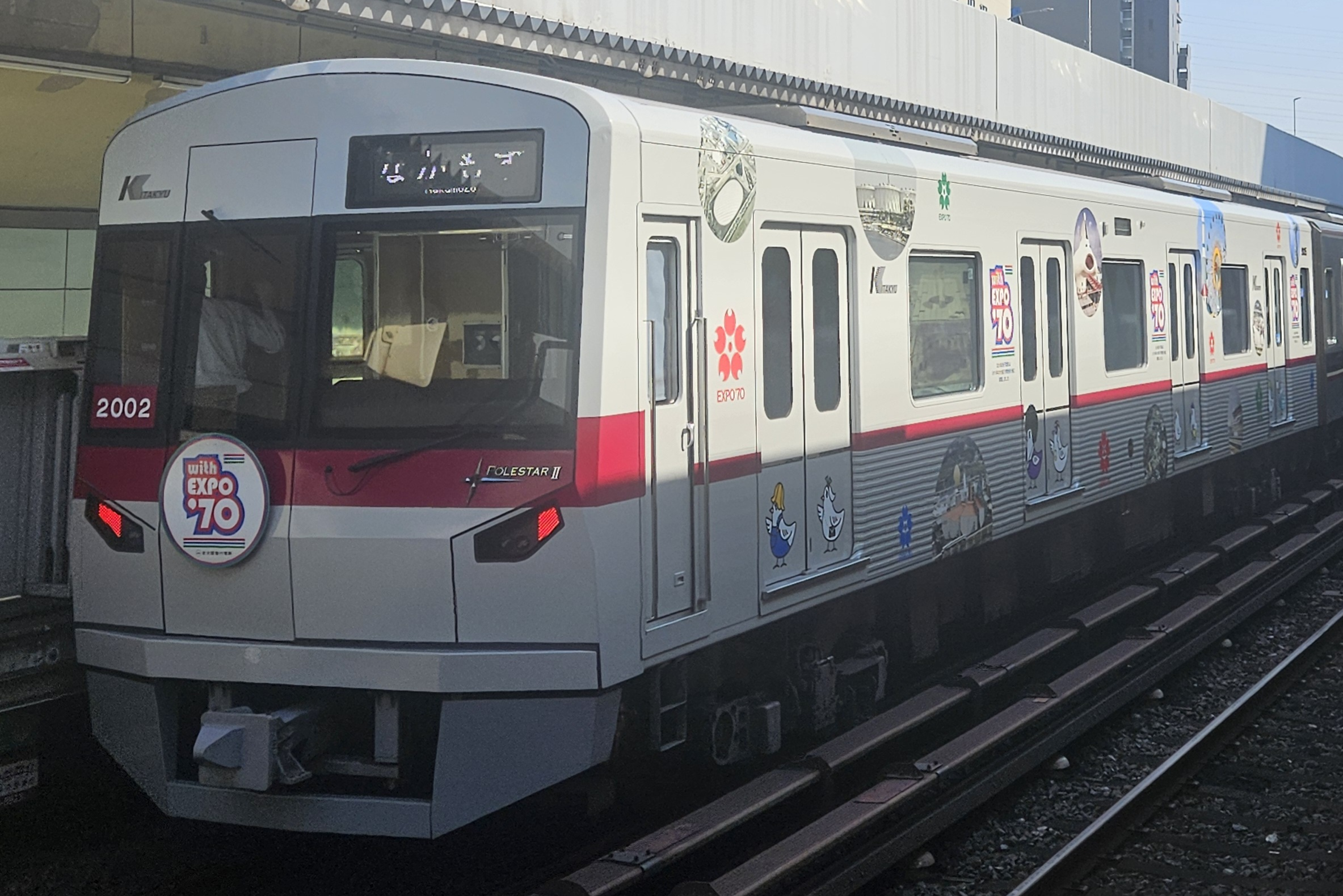
9005F (箕面萱野寄り先頭車、1970年大阪万博ラッピング)
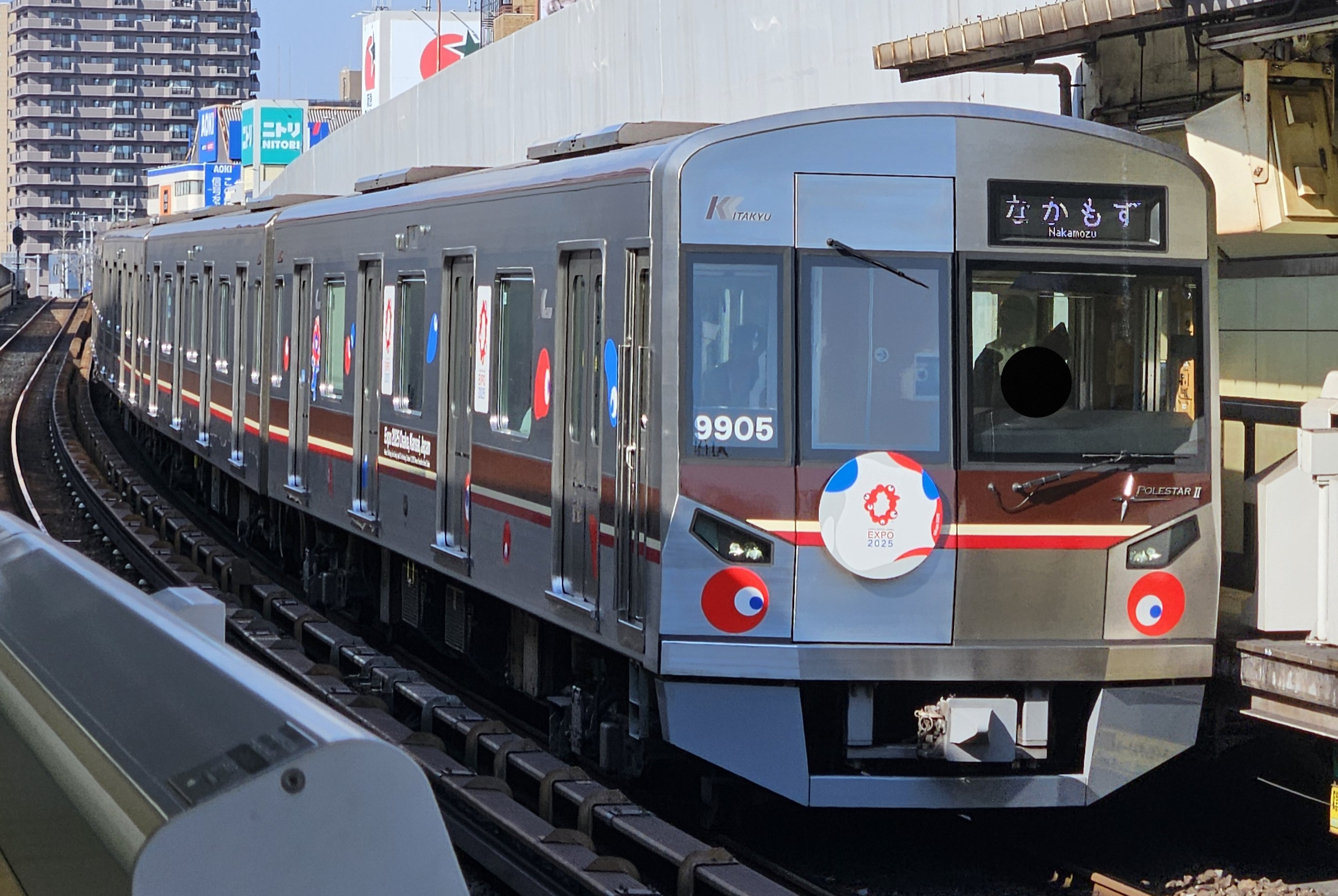
9005F (なかもず寄り先頭車、2025年大阪・関西万博ラッピング)
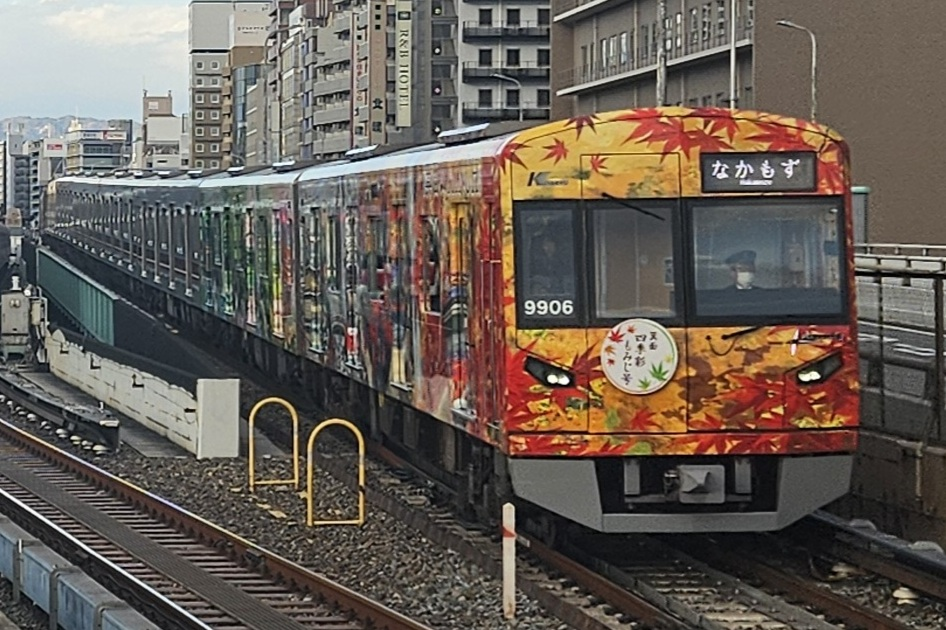
9006F「箕面四季彩もみじ号」

## 編成表
2024年（令和6年）4月1日現在
| ← 箕面萱野中百舌鳥 → | ← 箕面萱野中百舌鳥 → | ← 箕面萱野中百舌鳥 → | ← 箕面萱野中百舌鳥 → | ← 箕面萱野中百舌鳥 → | ← 箕面萱野中百舌鳥 → | ← 箕面萱野中百舌鳥 → | ← 箕面萱野中百舌鳥 → | ← 箕面萱野中百舌鳥 → | ← 箕面萱野中百舌鳥 → | ← 箕面萱野中百舌鳥 → | ← 箕面萱野中百舌鳥 → | ← 箕面萱野中百舌鳥 → |
| -------------------- | -------------------- | -------------------- | -------------------- | -------------------- | -------------------- | -------------------- | -------------------- | -------------------- | -------------------- | -------------------- | -------------------- | -------------------- |
| 形式                 | 9000 （Mc1）         | 9100 （Tp）          | 9200 （Te）          | 9300 （T1）          | 9400 （M2）          | 9500 （M1）          | 9600 （T2）          | 9700 （Te）          | 9800 （Tp）          | 9900 （Mc2）         | 竣工                 | 備考                 |
| 搭載機器             | VVVF                 | CP                   | SIV                  |                      | VVVF                 | VVVF                 |                      | SIV                  | CP                   | VVVF                 | 竣工                 | 備考                 |
| 車両番号             | 9001                 | 9101                 | 9201                 | 9301                 | 9401                 | 9501                 | 9601                 | 9701                 | 9801                 | 9901                 | 2014/04/21           |                      |
| 車両番号             | 9002                 | 9102                 | 9202                 | 9302                 | 9402                 | 9502                 | 9602                 | 9702                 | 9802                 | 9902                 | 2015/02/02           |                      |
| 車両番号             | 9003                 | 9103                 | 9203                 | 9303                 | 9403                 | 9503                 | 9603                 | 9703                 | 9803                 | 9903                 | 2016/02/26           | [ 注 2 ]             |
| 車両番号             | 9004                 | 9104                 | 9204                 | 9304                 | 9404                 | 9504                 | 9604                 | 9704                 | 9804                 | 9904                 | 2017/04/27           | 竹林ラッピング       |
| 車両番号             | 9005                 | 9105                 | 9205                 | 9305                 | 9405                 | 9505                 | 9605                 | 9705                 | 9805                 | 9905                 | 2023/05/26           | 万博ラッピング列車   |
| 車両番号             | 9006                 | 9106                 | 9206                 | 9306                 | 9406                 | 9506                 | 9606                 | 9706                 | 9806                 | 9906                 | 2023/07/14           | 箕面四季彩もみじ号   |
| 車両番号             | 9007                 | 9107                 | 9207                 | 9307                 | 9407                 | 9507                 | 9607                 | 9707                 | 9807                 | 9907                 | 2023/08/24           | 箕面四季彩もみじ号   |

凡例
- VVVF：制御装置
- SIV：補助電源
- CP：空気圧縮機